# Il Giardino Armonico
Il Giardino Armonico è un'orchestra da camera italiana specializzata nell'esecuzione di musica antica, in particolare barocca.

## Storia
Il Giardino Armonico, formatosi a Milano nel 1985 e diretto da Giovanni Antonini, è oggi uno dei più apprezzati e richiesti gruppi musicali specializzati nell'esecuzione con strumenti originali. Il repertorio dell'ensemble, il cui organico varia da tre a trenta musicisti a seconda delle necessità di partitura, si incentra soprattutto sulla musica strumentale e vocale del sei-settecento.
Il Giardino Armonico è regolarmente ospite dei maggiori Festival Internazionali e svolge un’intensissima attività concertistica nei più importanti teatri e sale da concerto di tutto il mondo: Concertgebouw di Amsterdam, Wigmore Hall e Barbican Centre di Londra, Musikverein di Vienna, Théâtre des Champs-Élysées di Parigi, Alte Oper di Francoforte, Staatsoper Unter den Linden di Berlino, Filarmonica di San Pietroburgo, Teatro Bol'šoj di Mosca, Palais des Beaux-Arts di Bruxelles, Oji Hall di Tokio, Carnegie Hall di New York, Sydney Opera House e Teatro Colón di Buenos Aires, collaborando con solisti di fama internazionale quali Cecilia Bartoli, Isabelle Faust, Katia e Marielle Labèque, Bernarda Fink, Magdalena Kožená, Viktoria Mullova, Christophe Coin, Giuliano Carmignola e molti altri.
Il Giardino Armonico ha partecipato a numerose produzioni operistiche tra cui “L'Orfeo” di C.Monteverdi, “La serva padrona” di G.B. Pergolesi, l'“Ottone in villa” di A.Vivaldi e di G.F. Händel: L’ “Agrippina”, “La Resurrezione”, “Il trionfo del tempo e del disinganno” e infine il “Giulio Cesare in Egitto” con Cecilia Bartoli, che ha ottenuto un grandissimo successo al Festival di Salisburgo nel 2012.
Per molti anni Il Giardino Armonico ha inciso in esclusiva per Teldec Classics riscuotendo grande successo di pubblico e di critica e ricevendo numerosi riconoscimenti internazionali per le registrazioni di composizioni di Vivaldi, di Bach e di altri compositori del '700.
Per la casa discografica francese Naïve sono stati pubblicati “La Casa del Diavolo”, i Concerti per violoncello di Vivaldi con Christophe Coin, e successivamente l'opera “Ottone in Villa” di Vivaldi, disco premiato con il Diapason d'Or nel 2011.
Inoltre per l'etichetta inglese Onyx i Concerti per violino di Vivaldi con Viktoria Mullova.
Nel 2000 Il Giardino Armonico ha iniziato una collaborazione con il mezzosoprano Cecilia Bartoli incidendo il disco “Vivaldi Album” per Decca Music: il successo di questo album è stato sancito anche dal prestigioso Grammy Awards.
Successivamente il gruppo ha avuto una collaborazione esclusiva con Decca/L’Oiseau-Lyre pubblicando negli anni l'integrale dei Concerti Grossi op .VI di Handel, “Il Pianto di Maria” con il mezzosoprano Bernarda Fink, il disco “Sacrificium” per una nuova collaborazione con Cecilia Bartoli, ricevendo il disco di platino in Francia e in Belgio. 
Sempre per Decca sono stati realizzati più recentemente due album con il giovane soprano russo Julia Lezheneva: “Alleluia” e “Händel in Italy”.
È stata creata la Haydn Stiftung Basel a favore del progetto ventennale “Haydn2032” per sostenere sia il progetto di registrazione integrale delle sinfonie di Franz Joseph Haydn su strumenti d'epoca (etichetta discografica: Alpha Classics) sia una serie di concerti in varie città europee con programmi tematici incentrati su questo affascinante repertorio.
Nel novembre 2014 è uscito il primo album dal titolo "La Passione” e nel maggio 2015 il secondo dal titolo “Il Filosofo”. 
Nell'ottobre 2015 “La Passione” ha vinto l’Echo Klassik e “Il Filosofo” è stato Choc de l’Annee per Classica.
Nell'ottobre 2020 Il Giardino Armonico pubblica con la violinista Patricia Kopatchinskaja il disco What’s next Vivaldi? per Alpha Classics.

## Discografia
- 1991 - Antonio Vivaldi, Concerti da camera (Nuova Era, 6731)
- 1991 - Christmas concertos, musiche di Corelli, Manfredini, Torelli, Vivaldi (Teldec, 2292-46013-2)
- 1991-1992 - Antonio Vivaldi, Concerti da camera. Vol. 1, Vol. 2, Vol. 3, Vol. 4 (Teldec, 9031-77040-2, 4CD)
- 1992 - Corelli, Barsanti, Geminiani, Veracini, Italian recorder sonatas (Nuova Era, 6789)
- 1993 - Antonio Vivaldi, Concerti per liuto e mandolino, con Luca Pianca, liuto (Teldec, 4509-91182-2)
- 1993 - Antonio Vivaldi, La Tempesta di Mare, La Notte, La Follia ed altri famosi Concerti da Camera (Teldec, 4509-91852-2)
- 1994 - Musica da camera a Napoli, musiche di Durante, Mancini, Sarri, A. e D. Scarlatti (Teldec, 4509-93157-2)
- 1994 - Antonio Vivaldi, Le Quattro Stagioni. Il cimento dell'armonia e dell'inventione. Vol. 1, con Enrico Onofri, violino (Teldec, 4509-96158-2-4)
- 1995 - Antonio Vivaldi, Il cimento dell'armonia e dell'inventione. Vol. 2 con Enrico Onofri, violino; (Teldec, 4509-94566-2)
- 1995 - Antonio Vivaldi, Il Proteo. Double and triple concertos, con Christophe Coin, violoncello (Teldec)
- 1995 - Johann Sebastian Bach, Concerti brandeburghesi (Teldec, 4509-98442-2, 2CD)
- 1998 - Biber. Battaglia - Locke. The Tempest (Teldec, 3984-21464-2)
- 1999 - Georg Friedrich Händel, Agrippina, Armida, Lucrezia (cantate), con Eva Mei, soprano (Teldec, 3984-24571-2)
- 2000 - Viaggio musicale, musiche di Monteverdi, Merula, Castello, Uccellini, Spadi, Rognoni, Cima, Piccinini e Rossi (Teldec, 8573-82536-2)
- 2001 - Musica Barocca, musiche di Albinoni, Marcello, Bach, Pachelbel, Purcell, Telemann e altri (Teldec, 8573-85557-2)
- 2003 - Händel, Fux e Vivaldi, Gloria, con Gemma Bertagnolli e Laura Cherici, soprani; Sonia Prina, alto; Hans-Jürg Rickenbacher, tenore; Antonio Abete, basso; Wiener Kammerchor (ORF Alte Musik, 8573-85557-2)
- 2004 - La casa del Diavolo, musiche di Bach, Gluck, Locatelli e Boccherini - con Enrico Onofri, violino; Ottavio Dantone, clavicembalo (Naïve)
- 2005 - Antonio Vivaldi, Vivaldi, con Viktoria Mullova, violino (Onyx)
- 2007 - Antonio Vivaldi, Concerti per violoncello I, con Christophe Coin, violoncello (Naïve)
- 2008 - Antonio Vivaldi, Concerti per violoncello II, con Christophe Coin, violoncello (Naïve)
- 2009 - Georg Friedrich Händel, Twelve concerti grossi, op.6 (Decca "L'Oiseaux Lyre", 478-0319-5, 3CD)
- 2009 - Il Pianto di Maria - The Virgin's Lament, musiche di Vivaldi, Hendel, Marini, Monteverdi, Conti e Pisendel - con Bernarda Fink (Decca "L'Oiseaux Lyre", 478-1466-5)
- 2010 - Antonio Vivaldi, Ottone in villa, con Sonia Prina, Julia Lezhneva, Verónica Cangemi, Roberta Invernizzi e Topi Lehtipuu (Naïve, 4984312, 2CD)
- 2013 - Alleluia, con Julia Lezhneva (Decca,  478-5242-1)
- 2014 - Haydn 2032 Vol. 01 - La Passione (Alpha-Outhere)
- 2015 - Haydn 2032 Vol. 02 - Il Filosofo (Alpha-Outhere)
- 2015 - "Handel" con Julia Lezhneva (Decca)
- 2016 - Haydn 2032 Vol. 03 – Solo e pensoso
- 2016 - Serpent & Fire, con Anna Prohaska
- 2016 - Mozart. Violin Concertos, con Isabelle Faust
- 2016 - "Telemann" (Suite, Sonata, Concerti) • (Amadeus)
- 2017 - Haydn 2032 Vol. 04 – Il Distratto
- 2019 - La morte della ragione
- 2020 - Haydn 2032 Vol. 08 – La Roxolana
- 2020 - Vivaldi. Concerti per flauto
- 2020 - Vivaldi. What’s the next?, con Patricia Kopatchinskaja
- 2020 - Haydn. Die Schöpfung
- 2021 - Haydn 2032 Vol. 09 – L’Addio

Con Cecilia Bartoli:
- 1999 - Antonio Vivaldi, The Vivaldi Album. Opera arias (Decca, 478-3388-8)
- 2009 - Sacrificium, musiche di Porpora, Caldara, Graun, Araia, Leo e Vinci (Decca)
- 2010 - Cecilia Bartoli. Sospiri (Decca, 478-2249-3, 2CD)
- 2019 - Farinelli

Raccolte e antologie:
- 1995 - Antonio Vivaldi, Concertos pour violon et cordes op. 8 - La Tempesta di Mare, La Caccia, Il Piacere (Teldec)
- 1996 - Antonio Vivaldi, Il Prete Rosso. Il Giardino Armonico suona Vivaldi (Teldec, 0630-15482-2)
- 2002 - Il Giardino Armonico. Artist Portrait (Teldec, 0927-48174-2)
- 2009 - Il Barocco Strumentale Italiano (Nuova Era, 232891, 2 CD)

## Video
Elenco di DVD video realizzati dal gruppo.
- Antonio Vivaldi, Viva Vivaldi, con Cecilia Bartoli, mezzosoprano; dir. G. Antonini (Arthouse Musik)
- Il Giardino Armonico, musiche di Castello, Spadi, Marini, Merula e Vivaldi (Arthouse Musik)
- The Italian Bach in VIenna. con Katia & Marielle Labèque; dir. G. Antonini (TDK Collection)
- Il Giardino Armonico Deux. French Baroque Music, musiche di Rameau, Marais e Telemann (Arthaus Musik)
- Haendel, Giulio Cesare - Antonini/Bartoli/Scholl/Otter/Jaroussky, 2016 Decca